# AKB48 2013盛夏的巨蛋巡回～还有许多 不得不做的事情～
AKB48 2013盛夏的巨蛋巡回～还有许多 不得不做的事情～（日語：AKB48 2013年真夏のドームツアー～まだまだ、やらなきゃいけないことがある～）是AKB48及其姊姊團體於2013年7月20日至8月25日在日本五大巨蛋舉辦的巡回演唱会，包括福冈巨蛋、札幌巨蛋、大阪巨蛋、名古屋巨蛋与东京巨蛋，共举办共11场演唱会，动员约40万人观看。

## 概要
在日本武道馆举办的AKB48集團臨時總會～黑白分明！～这场演唱会中，发表了将要在五地的巨蛋体育场举办共11场巡回演唱会的消息，这也是AKB48首次有在北海道举办演唱会。同时这也是首次有女子组合能举办五蛋巡演。

## 福冈巨蛋

### 7月20日

#### 演出概要
- 举办地点：福冈巨蛋
- 开场时间：14:00 观众进入会场，16:00 正式开演
- 出演成员[3]：
  - AKB48
    - 除去梅田绫乃及峯岸南[4]（）以外的正规成员及研究生(包括兼任成员)

  - SKE48
    - 石田安奈、磯原杏華、大矢真那、木崎由里亚（木崎ゆりあ）、斉藤真木子、中西優香、新土居沙也加、松井珠理奈、向田茉夏、矢方美紀、小林亚实、柴田阿弥、須田亚香里、高柳明音、古川愛李、松本梨奈、梅本圆（梅本まどか）、金子栞、木下有希子、木本花音、菅奈奈子（菅なな子）、古畑奈和、松井玲奈、松村香織

  - NMB48
    - 小笠原茉由、小谷里歩、上西恵、白間美瑠、山本彩、吉田朱里、渡辺美優紀、島田玲奈、高野祐衣、谷川愛梨、矢倉楓子、山田菜菜、與儀凯拉（與儀ケイラ）、加藤夕夏、薮下柊

  - HKT48
    - 正规成员及研究生

  - SNH48 
    - 宫泽佐江
- 在演唱会的安可部分，发表了将于7月31日的札幌巨蛋举办的演唱会上披露的新团内组合的成员名单，分别是AKB48的14期研究生小嶋真子、西野未姫、冈田奈奈、SKE48的6期研究生北川綾巴、NMB48的4期研究生涉谷凪咲和HKT48的2期研究生田島芽瑠与朝長美樱[5]，同时在演唱会结束后还举办了AKB48第34張單曲選拔猜拳大會的抽签仪式[5]，这场演唱会上也首次披露了HKT48将于9月4日发行的新单曲《甜瓜汁》（メロンジュース），这首歌曲的选拔名单是由HKT48剧场经理指原莉乃现场公布的[6]。

#### 曲目
- 幕前播报：指原莉乃

1. 《overture》
2. 《RIVER》 - AKB48全员
3. 《Beginner》 - Team A
4. 《UZA》 - Team K
5. 《風正在吹》（風は吹いている） - Team B
6. 《飛翔入手》（フライングゲット） - AKB48全员（除兼任成员）
7. 《喜欢！喜欢！小跳步！》（スキ！スキ！スキップ！） - HKT48选拔
8. 《小木偶軍團》（ピノキオ軍） - SKE48选拔
9. 《HA!》 - NMB48选拔
10. 《少女们》（少女たちよ） - 全员
11. 《Pioneer》 - 高桥南、小嶋陽、板野、篠田
12. 《化作滚石吧》（転がる石になれ）- 大島優、宮澤、秋元、梅田彩、小林香＋4～7期生
13. 《初日》 - 渡辺麻、柏木、片山、田名部、多田＋9～10期生
14. 《你就是我》（君は僕だ） - 指原莉乃
15. 《来一块糖果》（キャンディー） - 島崎、松井玲、田島
16. 《Blue rose》 -  入山、山本、中西智、若田部
17. 《心型病毒》（ハート型ウイルス） - 小嶋陽、宮脇、森保
18. 《不要叫我偶像》（アイドルなんて呼ばないで） -  渡辺麻、多田、秋吉、朝長
19. 《Bird》 - 高橋南、横山、穴井
20. 《傲娇女生》（ツンデレ！） - 板野、兒玉、本村
21. 《曲终人尽》（エンドロール） - 大島優、宮澤、須田、渡辺美
22. 《无望之泪》（てもでもの涙） - 柏木、松岡菜
23. 《镜中的圣女贞德》（鏡の中のジャンヌ・ダルク） - 川荣、松井珠、村重、岡田栞、谷
24. 《塑胶的双唇》（プラスティックの唇） - 篠田
25. 《你正在看着夕阳吗？》（夕陽を見ているか？） - 高桥南、小嶋陽、板野、篠田
26. 《我的太陽》（僕の太陽）- AKB48正規成员、SKE48全员、NMB48全员、HKT48選抜
27. 《掌心語》（掌が語ること） - AKB48正規成员、SKE48全员、NMB48全员、HKT48選抜
28. 《PARTY开始了》（PARTYが始まるよ） - AKB48研究生
29. 《Let's Go 研究生》（レッツゴー研究生） - AKB48研究生
30. 《求求你华伦亭》（お願いヴァレンティヌ） - HKT48全员
31. 《初恋蝴蝶》（初恋バタフライ） - HKT48全员
32. 《HKT48》 - HKT48全员
33. 《我们的发现》（僕らのユリイカ） - NMB48選抜成员
34. 《海邊之最》（ナギイチ） - NMB48選抜成员
35. 《美麗的閃電》（美しい稲妻） - SKE48選抜成员
36. 《Okey Dokey》（オキドキ） - SKE48選抜成员
37. 《永遠的壓力》（永遠プレッシャー） - AKB48正規成员
38. 《Maybe是借口》（言い訳Maybe） - AKB48正規成员
39. 《10年樱》（10年桜） - AKB48正規成员
40. 《因为喜欢你》（君のことが好きだから） - AKB48研究生
41. 《馬尾與髮圈》（ポニーテールとシュシュ） - 16名选拔成员[註 1]
42. 《仲夏的Sounds good!》（真夏のSounds good!） - 16名选拔成员
43. 《Everyday、髮箍》（Everyday､カチューシャ） - 16名选拔成员
44. 《大声钻石》（大声ダイヤモンド） - 16名选拔成员、AKB48正規成员
45. 《格子花紋》（ギンガムチェック） - 16名选拔成员、AKB48正規成员
46. 《机尾云》（ひこうき雲） - 全员
47. 《想见你》（会いたかった） - 全员
48. 《無限重播》（ヘビーローテーション） - 全员
49. 《再见自由式》（さよならクロール） - 全员

安可曲
1. 《猜想的橘子果酱》（推定マーマレード） - Future Girls
2. 《这一次一定要心醉神迷》（今度こそエクスタシー） - Next Gilrs
3. 《想了一下爱的定义》（愛の意味を考えてみた） - Under Girls
4. 《戀愛的幸運餅乾》（恋するフォーチュンクッキー） - 选拔成员（除指原）
5. 《甜瓜汁》（メロンジュース） - HKT48选拔
6. 《第一只兔子》（ファーストラビット） - 全员
7. 《AKB盛典》（AKBフェスティバル） - 全员

### 7月21日

#### 演出概要
- 举办地点：福冈巨蛋
- 开场时间：14：00 观众进入会场，16：00 正式开演
- 出演成员[3]：
  - AKB48
    - 除去梅田绫乃以外的正规成员及研究生(包括兼任成员)[註 2]

  - SKE48
    - 石田安奈、矶原杏华、大矢真那、木崎由里亚、斉藤真木子、中西优香、新土居沙也加、松井珠理奈、向田茉夏、矢方美纪、小林亚实、柴田阿弥、须田亚香里、高柳明音、古川爱李、松本梨奈、梅本圆、金子刊、木下有希子、木本花音、菅奈奈子、古畑奈和、松井玲奈、松村香织

  - NMB48
    - 小笠原茉由、小谷里歩、上西恵、白間美瑠、山本彩、吉田朱里、渡辺美優紀、島田玲奈、高野祐衣、谷川愛梨、矢倉楓子、山田菜菜、與儀凯拉、加藤夕夏、薮下柊

  - HKT48
    - 正规成员及研究生

  - SNH48 
    - 宫泽佐江
- 在演唱会的安可部分为即将在第二天于AKB48剧场公演毕业的篠田麻里子举办了毕业仪式[8]，同时也指名横山由依继任她的Team A队长一职[9]。

#### 曲目
- 幕前播报：篠田麻里子

1. 《overture》
2. 《塑胶的双唇》 - 篠田
3. 《Lay down》 - 16名选拔成员、AKB48正規成员
4. 《Ruby》 - Team A
5. 《How come?》 - Team K
6. 《浪漫手枪》（ロマンス拳銃） - Team B
7. 《懒洋洋》（ダルイカンジ） - AKB48研究生
8. 《暹罗猫》（シャムネコ） - HKT48选拔
9. 《Innocence 》- SKE48选拔
10. 《尖端頂點之上!》（てっぺんとったんで！） - NMB48选拔
11. 《飛翔入手》 - 全员
12. 《Pioneer》 - 高桥南、小嶋陽、板野、篠田
13. 《化作滚石吧》 - 大島優、宮澤、秋元、梅田彩、小林香＋4～7期生
14. 《初日》 - 渡辺麻、柏木、片山、田名部、多田＋9～10期生
15. 《你就是我》 - 指原莉乃
16. 《来一块糖果》 - 島崎、松井玲、田島
17. 《Blue rose》 -  入山、山本、中西智、若田部
18. 《心型病毒》 - 小嶋陽、宮脇、森保
19. 《不要叫我偶像》 -  渡辺麻、多田、秋吉、朝長
20. 《Bird》 - 高橋南、横山、穴井
21. 《傲娇女生》 - 板野、兒玉、本村
22. 《曲终人尽》 - 大島優、宮澤、須田、渡辺美
23. 《无望之泪》 - 柏木、松岡菜
24. 《镜中的圣女贞德》 - 川荣、松井珠、村重、岡田栞、谷
25. 《归乡》（帰郷） - 篠田
26. 《你正在看着夕阳吗？》 - 高桥南、小嶋陽、板野、篠田、峯岸
27. 《UZA》 - AKB48正規成员、SKE48全员、NMB48全员、HKT48選抜
28. 《Beginner》 - AKB48正規成员、SKE48全员、NMB48全员、HKT48選抜
29. 《PARTY开始了》 - AKB48研究生
30. 《Let's Go 研究生》 - AKB48研究生
31. 《蜜瓜汁》 - HKT48全员
32. 《初恋蝴蝶》 - HKT48全员
33. 《喜欢！喜欢！小跳步！》 - HKT48全员
34. 《我们的发现》 - NMB48選抜成员
35. 《海邊之最》 - NMB48選抜成员
36. 《美麗的閃電》 - SKE48選抜成员
37. 《Okey Dokey》 - SKE48選抜成员
38. 《永遠的壓力》 - AKB48正規成员
39. 《Maybe是借口》 - AKB48正規成员
40. 《10年樱》 - AKB48正規成员
41. 《因为喜欢你》 - AKB48研究生
42. 《馬尾與髮圈》 - 16名选拔成员
43. 《仲夏的Sounds good!》 - 16名选拔成员
44. 《Everyday、髮箍》 - 16名选拔成员
45. 《大声钻石》 - 16名选拔成员、AKB48正規成员
46. 《格子花紋》 - 16名选拔成员、AKB48正規成员
47. 《机尾云》 - 全员
48. 《想见你》 - 全员
49. 《無限重播》 - 全员
50. 《再见自由式》 - 全员

安可曲
1. 《戀愛的幸運餅乾》 - 选拔成员
2. 《想了一下爱的定义》 - Under Girls
3. 《这一次一定要心醉神迷》 - Next Gilrs
4. 《猜想的橘子果酱》 - Future Girls
5. 《不是因为眼泪》（涙のせいじゃない） - 篠田+选拔成员
6. 《崇尚麻里子》（上からマリコ） - 全员
7. 《第一只兔子》 - 全员
8. 《少女们》 - 全员
9. 《AKB盛典》 - 全员

## 札幌巨蛋

### 7月31日

#### 演出概要
- 举办地点：札幌巨蛋
- 开场时间：16：00 观众进入会场，18：00 正式开演
- 出演成员[10]：
  - AKB48
    - 除去宮崎美穂[註 3]以外的正规成员及研究生（包括兼任成员）

  - SKE48
    - 石田安奈、磯原杏華、大矢真那、木崎由里亚、斉藤真木子、中西優香、新土居沙也加、松井珠理奈、向田茉夏、矢方美紀、小林亚实、柴田阿弥、須田亚香里、高柳明音、古川愛李、松本梨奈、東李苑、梅本圆、金子栞、木下有希子、木本花音、菅奈奈子、古畑奈和、松井玲奈、北川綾巴、松村香織

  - NMB48
    - 小笠原茉由、小谷里歩、上西恵、白間美瑠、山本彩、吉田朱里、渡辺美優紀、島田玲奈、高野祐衣、谷川愛梨、矢倉楓子、山田菜菜、與儀凯拉、加藤夕夏、薮下柊、澀谷凪咲

  - HKT48
    - 穴井千尋、多田愛佳、兒玉遥、指原莉乃、松岡菜摘、宮脇咲良、村重杏奈、本村碧唯、森保圆（森保まどか）、秋吉優花、岡田栞奈、岡本尚子、田島芽瑠、谷真理佳、朝長美樱、淵上舞（渕上舞）

  - SNH48 
    - 宫泽佐江

  - 毕业生
    - 前田敦子
- 毕业生前田敦子在演唱会上作为特邀嘉宾登场[12]，这是她在一年前的东京巨蛋演唱会之后首次参加AKB48的演唱会[13]，同时她也演唱了自己的新个人单曲，将于9月18日发行的《不需要时光机》[14]。在7月20日福冈场演唱会上宣布成立的AKB48家族最新团内小分队“小瓢蟲Chu!”（てんとうむChu!）也首次披露了歌曲《只給你的Chu!Chu!Chu!》[15]，演唱会上同时宣布了参与小分队的7名成员与其他9名研究生一起演唱了《戀愛的幸運餅乾》这一单曲剧场盘搭配的B面曲《蓝天咖啡店》。

#### 曲目
- 幕前播报：横山由依

1. 《overture》
2. 《RIVER》 - 16名选拔成员、AKB48正规成员
3. 《Beginner》 - Team A
4. 《UZA》 - Team K
5. 《風正在吹》 - Team B
6. 《飛翔入手》 - AKB48全员（除兼任成员）
7. 《喜欢！喜欢！小跳步！》 - HKT48选拔
8. 《1!2!3!4! 請多關照!》（1!2!3!4!ヨロシク） - SKE48选拔
9. 《北川謙二》 - NMB48选拔
10. 《少女们》 - 全员
11. 《口对口的巧克力》（口移しのチョコレート） - 儿玉、宫脇、渡辺麻
12. 《虫之叙事诗》（虫のバラード） - 松井珠
13. 《黑色天使》（黒い天使） - 岛崎、木崎、东
14. 《镜中的圣女贞德》（鏡の中のジャンヌ·ダルク） - 指原、北原、柴田、须田、渡辺美
15. 《隔壁的香蕉》（となりのバナナ） - 柏木、松井玲
16. 《纯爱的渐强音》（純愛のクレッシェンド） - 高桥南、小嶋阳、峰岸
17. 《星之温度》（星の温度） - 板野、川荣、梅田彩、高城
18. 《暮蝉之恋》（ヒグラシノコイ） - 山本、横山
19. 《心端的沙发》（心の端のソファー） - 大岛优、秋元、宫泽
20. 《你正在看着夕阳吗？》 - 高桥南、小嶋陽、板野、峯岸
21. 《我的太陽》 - 除AKB48研究生以外的全员
22. 《掌心語》 - 除AKB48研究生以外的全员
23. 《LOVE修行》（LOVE修行） - AKB48研究生
24. 《浪漫手枪》 - Team B
25. 《蜜瓜汁》 - HKT48選抜
26. 《初恋蝴蝶》 - HKT48選抜
27. 《How come?》 - Team K
28. 《我们的发现》 - NMB48選抜
29. 《海邊之最》 - NMB48選抜
30. 《因为喜欢你》 - AKB48研究生
31. 《美麗的閃電》 - SKE48選抜
32. 《Okey Dokey》 - SKE48全员
33. 《Ruby》 - Team A
34. 《Flower》 - 前田敦
35. 《你就是我》（君は僕だ） -  前田敦
36. 《不需要时光机》（タイムマシンなんていらない） -  前田敦
37. 《马尾与发圈》 - 16名选拔成员
38. 《仲夏的Sounds good!》 - 16名选拔成员
39. 《Everyday、髮箍》 - 16名选拔成员
40. 《大声钻石》 - 16名选拔成员、AKB48正規成员
41. 《格子花紋》 - 16名选拔成员、AKB48正規成员
42. 《机尾云》 - 全员
43. 《想见你》 - 全员
44. 《無限重播》 - 全员
45. 《再见自由式》 - 全员

安可曲
1. 《只有你Chu! Chu! Chu!》（君だけにChu!Chu!Chu!） -  冈田奈、小嶋真、西野、北川、渋谷、田岛、朝长
2. 《戀愛的幸運餅乾》 - 选拔成员
3. 《第一只兔子》 - 全员
4. 《AKB盛典》 - 全员

## 大阪巨蛋

### 8月7日

#### 演出概要
- 举办地点：大阪巨蛋
- 开场时间：16：00 观众进入会场，18：00 正式开演
- 出演成员：
  - AKB48
    - 正规成员及研究生(包括兼任成员)

  - SKE48
    - 石田安奈、磯原杏華、大矢真那、木崎由里亚、斉藤真木子、中西優香、新土居沙也加、松井珠理奈、向田茉夏、矢方美紀、小林亚实、柴田阿弥、須田亚香里、高柳明音、古川愛李、松本梨奈、梅本圆、金子栞、木下有希子、木本花音、菅奈奈子、古畑奈和、松井玲奈、北川綾巴、松村香織

  - NMB48
    - 正规成员及研究生

  - HKT48
    - 穴井千尋、多田愛佳、兒玉遥、指原莉乃、松岡菜摘、宮脇咲良、村重杏奈、本村碧唯、森保圆、秋吉優花、岡田栞奈、岡本尚子、田島芽瑠、谷真理佳、朝長美樱、渕上舞

  - SNH48 
    - 宫泽佐江

  - 毕业生
    - 平嶋夏海[註 4]
- 在演唱会的安可部分，为庆祝横山由依取得药剂师资格，披露了一曲以横山为center的新歌《未看到的天空总是蓝的》（見えない空はいつも青い）[16]，以这首歌作为背景音乐的广告也将于8月18日开始播出，之后，NMB48 Team N也披露了将要开始演出的新原创公演[註 5]中的一首歌曲《从蓝色月亮看去》（青い月が見てるから）[17]，在歌曲演唱之后的MC中，Team N的队长山本彩发表了将在10月12日、13日两天于大阪城HALL举办组合成立三周年纪念演出的消息。[17]

#### 曲目
- 幕前播报：渡边美优纪

1. 《overture》
2. 《RIVER》 - 16名选拔成员、AKB48正规成员
3. 《Beginner》 - Team A
4. 《UZA》 - Team K
5. 《風正在吹》 - Team B
6. 《飛翔入手》 - AKB48全员（除兼任成员）
7. 《喜欢！喜欢！小跳步！》 - HKT48选拔
8. 《萬歲Venus》（バンザイVenus） - SKE48选拔
9. 《HA!》 - NMB48选拔
10. 《少女们》 - 全员
11. 《結晶》 - NMB48选拔
12. 《青春的單圈時間》（青春のラップタイム） - NMB48选拔
13. 《初次的果糖》（初めてのジェリービーンズ） - 松井珠、渡辺美、島崎
14. 《Blue rose》 -  松井玲、矢倉、小谷、與儀
15. 《纯爱的渐强音》 - 高桥南、吉田朱、谷川
16. 《只有你Chu! Chu! Chu!》 - 冈田奈、小嶋真、西野、北川、渋谷、田岛、朝长
17. 《心爱的娜塔莎》（爱しきナターシャ） - 指原、木下百、小笠原
18. 《不怕声名狼藉！》（スキャンダラスに行こう！） - 大島優、小嶋陽
19. 《玻璃般的我爱你》（ガラスの I LOVE YOU） - 柏木、入山、薮下、川荣
20. 《制服的抵抗》（制服レジスタンス） - 板野、上西、近藤里
21. 《天使的尾巴》（天使のしっぽ） - 渡辺麻、白間、市川
22. 《讀了太宰治嗎?》 - 山本彩、山田、横山
23. 《你正在看着夕阳吗？》 - 高桥南、小嶋陽、板野、峯岸
24. 《我的太陽》 - 除AKB48研究生及NMB48选拔以外的全员
25. 《掌心語》 - 除AKB48研究生及NMB48选拔以外的全员
26. 《LOVE修行》 - AKB48研究生
27. 《我们的发现》 - NMB48選抜
28. 《海邊之最》 - NMB48全员
29. 《Oh My God!》（オーマイガー!）- NMB48全员
30. 《蜜瓜汁》 - HKT48選抜
31. 《美麗的閃電》 - SKE48選抜
32. 《因为喜欢你》 - AKB48研究生
33. 《猜想的橘子果酱》 - Future Girls
34. 《这一次一定要心醉神迷》 - Next Gilrs
35. 《想了一下爱的定义》 - Under Girls
36. 《马尾与发圈》 - 16名选拔成员
37. 《仲夏的Sounds good!》 - 16名选拔成员
38. 《Everyday、髮箍》 - 16名选拔成员
39. 《大声钻石》 - 16名选拔成员、AKB48正規成员
40. 《格子花紋》 - 16名选拔成员、AKB48正規成员
41. 《机尾云》 - 全员
42. 《想见你》 - 全员
43. 《無限重播》 - 全员
44. 《再见自由式》 - 全员

安可曲
1. 《未看到的天空总是蓝的》（見えない空はいつも青い） - 横山、大島優、小嶋陽、北原里、高橋南、川荣、島崎、渡辺麻、柏木
2. 《从蓝色月亮看去》（青い月が見てるから） - Team N及涉谷凪咲
3. 《戀愛的幸運餅乾》 - 选拔成员
4. 《第一只兔子》 - 全员
5. 《AKB盛典》 - 全员

### 8月8日

#### 演出概要
- 举办地点：大阪巨蛋
- 开场时间：15：00 观众进入会场，17：00 正式开演
- 出演成员：
  - AKB48
    - 正规成员及研究生(包括兼任成员)

  - SKE48
    - 石田安奈、磯原杏華、大矢真那、木崎由里亚、斉藤真木子、中西優香、新土居沙也加、松井珠理奈、向田茉夏、矢方美紀、小林亚实、柴田阿弥、須田亚香里、高柳明音、古川愛李、松本梨奈、梅本圆、金子栞、木下有希子、木本花音、菅奈奈子、古畑奈和、松井玲奈、松村香織

  - NMB48
    - 正规成员及研究生

  - HKT48
    - 穴井千尋、多田愛佳、兒玉遥、指原莉乃、松岡菜摘、宮脇咲良、村重杏奈、本村碧唯、森保圆、秋吉優花、岡田栞奈、岡本尚子、田島芽瑠、谷真理佳、朝長美樱、渕上舞

  - SNH48 
    - 宫泽佐江

  - 毕业生
    - 平嶋夏海
- 在演唱会的安可部分，宣布了将要在11月10日于日本棒球机构举办新人选拔会议（日语：プロ野球ドラフト会議）的場地——新高輪酒店（日语：グランドプリンスホテル新高輪）举行“AKB48 Group选秀会议”（AKB48グループ ドラフト会議）的消息[18][19]，虽然同样是三轮甄选，但与以往的成员甄选会不同的是，通过甄选的候选者将有日本国内48系组合10个Team的队长指名为该队的“选秀成员”（ドラフトメンバー），成为另一种意义上的研究生[20]。

#### 曲目
- 幕前播报：山本彩

1. 《overture
2. 《Lay down》 - 16名选拔成员、AKB48正規成员
3. 《Ruby》 - Team A
4. 《How come?》 - Team K
5. 《浪漫手枪》 - Team B
6. 《懒洋洋》 - AKB48研究生
7. 《暹罗猫》 - HKT48选拔
8. 《1!2!3!4! 请多关照!》 - SKE48选拔
9. 《尖端頂點之上!》 - NMB48选拔
10. 《飛翔入手》 - 全员
11. 《結晶》 - NMB48选拔
12. 《青春的單圈時間》 - NMB48选拔
13. 《初次的果糖》 - 松井珠、渡辺美、島崎
14. 《Blue rose》 -  松井玲、矢倉、小谷、與儀
15. 《纯爱的渐强音》 - 高桥南、吉田朱、谷川
16. 《心爱的娜塔莎》 - 指原、木下百、小笠原
17. 《1994年的雷鸣》（1994年の雷鳴） - 大島優、小嶋陽、秋元、梅田彩、中西優
18. 《玻璃般的我爱你》 - 柏木、入山、薮下、川荣
19. 《制服的抵抗》 - 板野、上西、近藤里
20. 《天使的尾巴》 - 渡辺麻、白間、市川
21. 《讀了太宰治嗎?》 - 山本彩、山田、横山
22. 《你正在看着夕阳吗？》 - 高桥南、小嶋陽、板野、峯岸
23. 《UZA》 - 除AKB48研究生以外的全员
24. 《Beginner》 - 除AKB48研究生以外的全员
25. 《PARTY开始了》 - AKB48研究生
26. 《蜜瓜汁》 - HKT48選抜
27. 《美麗的閃電》 - SKE48選抜
28. 《Pioneer》 - 高桥南、小嶋陽、板野、峯岸
29. 《化作滚石吧》 - 大島優、宮澤、秋元、梅田彩、小林香＋4～7期生
30. 《初日》 - 渡辺麻、柏木、片山、田名部、多田＋9～10期生
31. 《我们的发现》 - NMB48选拔
32. 《絕滅黑髮少女》（絶滅黒髪少女） - NMB48全员
33. 《北川謙二》 - NMB48全员
34. 《马尾与发圈》 - 16名选拔成员
35. 《仲夏的Sounds good!》 - 16名选拔成员
36. 《Everyday、髮箍》 - 16名选拔成员
37. 《大声钻石》 - 16名选拔成员、AKB48正規成员
38. 《格子花紋》 - 16名选拔成员、AKB48正規成员
39. 《机尾云》 - 全员
40. 《想见你》 - 全员
41. 《無限重播》 - 全员
42. 《再见自由式》 - 全员

安可曲
1. 《从蓝色月亮看去》 - Team N及涉谷凪咲
2. 《想了一下爱的定义》 - Under Girls
3. 《这一次一定要心醉神迷》 - Next Gilrs
4. 《猜想的橘子果酱》 - Future Girls
5. 《戀愛的幸運餅乾》 - 选拔成员
6. 《第一只兔子》 - 全员
7. 《少女们》 - 全员
8. 《AKB盛典》 - 全员

## 名古屋巨蛋

### 8月16日

#### 演出概要
- 举办地点：名古屋巨蛋
- 开场时间：16：00 观众进入会场，18：00 正式开演
- 出演成员[21]：
  - AKB48
    - 除去小林香菜[22]之外正规成员及研究生(包括兼任成员)

  - SKE48
    - 正规成员及研究生

  - NMB48
    - 小笠原茉由、小谷里歩、上西恵、白間美瑠、山本彩、吉田朱里、渡辺美優紀、島田玲奈、高野祐衣、谷川愛梨、矢倉楓子、山田菜菜、與儀凯拉、加藤夕夏、薮下柊

  - HKT48
    - 穴井千尋、多田愛佳、兒玉遥、指原莉乃、松岡菜摘、宮脇咲良、村重杏奈、本村碧唯、森保圆、秋吉優花、岡田栞奈、岡本尚子、田島芽瑠、谷真理佳、朝長美樱、渕上舞

  - SNH48 
    - 宫泽佐江

  - 毕业生
    - 平嶋夏海
- 在演唱会的安可部分，披露了SKE48终身名誉研究生松村香织的个人出道单曲《松村LOVE！》（マツムラブ！）[23]，在之前播出的《AKB映像中心》节目中宣布成为这张单曲制作人的指原莉乃只有一万日元的制作经费，因此最终只能使用登载着AKB相关新闻的报纸来制作服装[24]。相比之前几场演唱会，本场演唱会的歌单有很大变化，小组曲演出的部分全部是SKE48的歌曲，从《无法化作诉说恋情的诗人…》到《用眼神告别》的12首曲目也都是SKE48的歌曲[25]。

#### 曲目
- 幕前播报：松井玲奈

1. 《overture》
2. 《RIVER》 - 16名选拔成员、AKB48正规成员
3. 《Beginner》 - Team A
4. 《UZA》 - Team K
5. 《風正在吹》 - Team B
6. 《飛翔入手》 - AKB48全员（除兼任成员）
7. 《喜欢！喜欢！小跳步！》 - HKT48选拔
8. 《小木偶軍團》 - - SKE48选拔
9. 《HA!》 - NMB48选拔
10. 《少女们》 - 全员
11. 《無法化作訴說戀情的詩人…》（恋を語る詩人になれなくて） - SKE48选拔
12. 《萬歲Venus》 - SKE48选拔
13. 《巧克力的下落》（チョコの行方） - 指原、北原里、横山、中西優、大家
14. 《帶我去溫布頓》（ウインブルドンへ連れて行って） -  渡辺麻、木本、向田
15. 《不只是回憶》（思い出以上） - 高橋南、山本、高柳
16. 《狼與自尊》（狼とプライド） - 島崎、木崎
17. 《十字架》（クロス） - 板野、柴田、大場
18. 《芬蘭奇蹟》（フィンランド・ミラクル） - 小嶋陽、菅、古畑
19. 《羽豆岬》（羽豆岬） - 柏木、石田安、大矢、新土居、矢方、木下、松本、内山
20. 之间插入了一段由SKE48 Team E東李苑弹奏的弗雷德里克·肖邦的《离别曲》
21. 《雨珠鋼琴師》（雨のピアニスト） - 松井玲、渡辺美、須田
22. 《Glory days》 - 松井珠、宮澤、秋元
23. 《用眼神告別》（眼差しサヨナラ） - 大島優、古川
24. 《你正在看着夕阳吗？》 - 高桥南、小嶋陽、板野、峯岸
25. 《我的太陽》 - 除AKB48研究生以外的全员
26. 《掌心語》 - 除AKB48研究生以外的全员
27. 《PARTY开始了》 - AKB48研究生
28. 《蜜瓜汁》 - HKT48選抜
29. 《美麗的閃電》 - SKE48選抜
30. 《Okey Dokey》 - SKE48
31. 《翡翠色的沙灘裙》（パレオはエメラルド） - SKE48
32. 《我们的发现》 - NMB48选拔
33. 《因为喜欢你》 - AKB48研究生
34. 《这一次一定要心醉神迷》 - Next Gilrs
35. 《想了一下爱的定义》 - Under Girls
36. 《猜想的橘子果酱》 - Future Girls
37. 《马尾与发圈》 - 16名选拔成员
38. 《仲夏的Sounds good!》 - 16名选拔成员
39. 《Everyday、髮箍》 - 16名选拔成员
40. 《大声钻石》 - 16名选拔成员、AKB48正規成员
41. 《格子花紋》 - 16名选拔成员、AKB48正規成员
42. 《机尾云》 - 全员
43. 《想见你》 - 全员
44. 《無限重播》 - 全员
45. 《再见自由式》 - 全员

安可曲
1. 《松村LOVE！》（マツムラブ！） - 松村香織
2. 《戀愛的幸運餅乾》 - 选拔成员
3. 《第一只兔子》 - 全员
4. 《AKB盛典》 - 全员

### 8月17日

#### 演出概要
- 举办地点：名古屋巨蛋
- 开场时间：14：00 观众进入会场，16：00 正式开演
- 出演成员[21]：
  - AKB48
    - 除去小林香菜[22]之外正规成员及研究生(包括兼任成员)

  - SKE48
    - 正规成员及研究生

  - NMB48
    - 小笠原茉由、小谷里歩、上西恵、白間美瑠、山本彩、吉田朱里、渡辺美優紀、島田玲奈、高野祐衣、谷川愛梨、矢倉楓子、山田菜菜、與儀凯拉、加藤夕夏、薮下柊、涉谷凪咲、林萌萌香

  - HKT48
    - 穴井千尋、多田愛佳、兒玉遥、指原莉乃、松岡菜摘、宮脇咲良、村重杏奈、本村碧唯、森保圆、秋吉優花、岡田栞奈、岡本尚子、田島芽瑠、谷真理佳、朝長美樱、渕上舞

  - SNH48 
    - 宫泽佐江

  - 毕业生
    - 平嶋夏海、高田彩奈
- 由于Team K的小林香菜因身體不適而临时缺席，在前日来观看演唱会的现在居住在名古屋的Team K前成员，SKE48 Team S前成员高田志织的姐姐高田彩奈在《化作滚石吧》一曲中惊喜出演并站在center位置[26]。在演唱会的安可部分，由SKE48的剧场经理芝智也发表了组合将在10月26日于神户World Hall（日语：ワールド記念ホール），12月6日于橫濱體育館进行单独演唱会的消息，之后在成员的惊讶声中，舞台后的屏幕上出现了“SKE48单独演唱会 名古屋巨蛋 2014年2月2日”（SKE48単独コンサート　ナゴヤドーム　2014年2月2日（日））的字样[27]，这场将于明年举行的演唱会将是也是48Group首个姐妹组合的巨蛋演唱会[26]。同时，这次演唱会上也披露了将收录于《戀愛的幸運餅乾》剧场盘中由48Group 16名研究生演唱的新曲《蓝天咖啡厅》。

#### 曲目
- 幕前播报：高柳明音

1. 《overture》
2. 《Lay down》 - 16名选拔成员、AKB48正規成员
3. 《Ruby》 - Team A
4. 《How come?》 - Team K
5. 《浪漫手枪》 - Team B
6. 《懒洋洋》 - AKB48研究生
7. 《喜欢！喜欢！小跳步！》 - HKT48选拔
8. 《I love you 我爱你！》（アイシテラブル!） - SKE48选拔
9. 《北川谦二》 - NMB48选拔
10. 《飛翔入手》 - 全员
11. 《手牽手》（手をつなぎながら） - SKE48选拔
12. 《1!2!3!4! 請多關照!》 - SKE48选拔
13. 《松村LOVE！》 - 松村香織
14. 《帶我去溫布頓》 -  渡辺麻、木本、向田
15. 《巧克力的下落》 - 指原、北原里、横山、中西優、大家
16. 《不只是回憶》 - 高橋南、山本、高柳
17. 《狼與自尊》 - 島崎、木崎
18. 《十字架》 - 板野、柴田、大場
19. 《芬蘭奇蹟》 - 小嶋陽、菅、古畑
20. 《羽豆岬》 - 柏木、石田安、大矢、新土居、矢方、木下、松本、内山
21. 之间插入了一段由SKE48 Team E東李苑弹奏的弗雷德里克·肖邦的《离别曲》
22. 《雨珠鋼琴師》 - 松井玲、渡辺美、須田
23. 《Glory days》 - 松井珠、宮澤、秋元
24. 《用眼神告別》 - 大島優、古川
25. 《你正在看着夕阳吗？》 - 高桥南、小嶋陽、板野、峯岸
26. 《UZA》 - 除AKB48研究生以外的全员
27. 《Beginner》 - 除AKB48研究生以外的全员
28. 《PARTY开始了》 - AKB48研究生
29. 《蜜瓜汁》 - HKT48選抜
30. 《雀斑般的吻》（そばかすのキス） - HKT48選抜
31. 《Pioneer》 - 高桥南、小嶋陽、板野、峯岸
32. 《化作滚石吧》 - 大島優、宮澤、秋元、梅田彩、高田＋4～7期生
33. 《初日》 - 渡辺麻、柏木、片山、田名部、多田＋9～10期生
34. 《美麗的閃電》 - SKE48選抜
35. 《抱歉、SUMMER》（ごめんね、SUMMER） - SKE48全员
36. 《伙伴之歌》（仲間の歌） - SKE48全员
37. 《我们的发现》 - NMB48选拔
38. 《海边之最》 - NMB48选拔
39. 《马尾与发圈》 - 16名选拔成员
40. 《仲夏的Sounds good!》 - 16名选拔成员
41. 《Everyday、髮箍》 - 16名选拔成员
42. 《大声钻石》 - 16名选拔成员、AKB48正規成员
43. 《格子花紋》 - 16名选拔成员、AKB48正規成员
44. 《机尾云》 - 全员
45. 《想见你》 - 全员
46. 《無限重播》 - 全员
47. 《再见自由式》 - 全员

安可曲
1. 《蓝天咖啡厅》（青空カフェ） - 研究生选拔
2. 《想了一下爱的定义》 - Under Girls
3. 《这一次一定要心醉神迷》 - Next Gilrs
4. 《猜想的橘子果酱》 - Future Girls
5. 《戀愛的幸運餅乾》 - 选拔成员
6. 《第一只兔子》 - 全员
7. 《少女们》 - 全员
8. 《AKB盛典》 - 全员

## 东京巨蛋

### 8月22日

#### 演出概要
- 举办地点：东京巨蛋
- 开场时间：16：00 观众进入会场，18：00 正式开演
- 出演成员
  - AKB48
    - 正规成员及研究生(包括兼任成员)

  - SKE48
    - 正规成员及研究生

  - NMB48
    - 除去小林莉加子[28]之外的正规成员及研究生

  - HKT48
    - 正规成员及研究生

  - SNH48 
    - 宫泽佐江

  - 毕业生
    - 平嶋夏海、大堀惠、增田有华、野吕佳代、松原夏海、河西智美
- 在演唱会的安可部分为即将在同月28日[29]于AKB48剧场公演毕业的秋元才加举办了毕业仪式[30]，在毕业式上，秋元才加与其他仍在籍的2期生和部分已毕业的2期生合作披露了她的毕业送别曲《在坚强与软弱之间》（強さと弱さの間で）[31]，同期成员大岛优子更是在送别时嚎啕大哭[32]。

#### 曲目
- 幕前播报：秋元才加

1. 《overture》
2. 《RIVER》 - 16名选拔成员、AKB48正规成员
3. 《Beginner》 - Team A
4. 《UZA》 - Team K
5. 《風正在吹》 - Team B
6. 《飛翔入手》 - AKB48全员（除兼任成员）
7. 《喜欢！喜欢！小跳步！》 - HKT48选拔
8. 《小木偶軍團》 - SKE48选拔
9. 《HA!》 - NMB48选拔
10. 《少女们》 - 全员
11. 《青春女孩》（青春ガールズ） - Team K
12. 《最终钟声鸣响》（最終ベルが鳴る） - Team K
13. 《唔吼大游行》（ウッホウッホホ） - Team K
14. 《初日》 - Team B
15. 《不是正义使者的英雄》（正義の味方じゃないヒーロー） - Team B
16. 《推Team B》（チームB推し） - Team B
17. 《正在恋爱中》（ただいま 恋愛中） - Team A
18. 《一直 一直》（ずっと ずっと） - Team A
19. 《重力共鸣》（重力シンパシー） - Team A
20. 《裙摆飘飘》（スカート、ひらり） - 大島優、宮澤、秋元、梅田彩、小林香
21. 《化作滚石吧》 - 大島優、宮澤、秋元、梅田彩、小林香
22. 《我的太陽》 - 除AKB48研究生及2期生以外的全员
23. 《草原的奇迹》（草原の奇跡） - 除AKB48研究生以外的全员
24. 《LOVE修行》 - AKB48研究生
25. 《雀斑般的吻》 - HKT48選抜
26. 《蜜瓜汁》 - HKT48
27. 《我们的发现》 - NMB48选拔
28. 《Oh My God!》 - NMB48
29. 《美麗的閃電》 - SKE48選抜
30. 《1!2!3!4! 請多關照!》 - SKE48
31. 《Blue rose》 - 秋元、宮澤、倉持、近野
32. 《想了一下爱的定义》 - Under Girls
33. 《猜想的橘子果酱》 - Future Girls
34. 《这一次一定要心醉神迷》 - Next Gilrs
35. 《马尾与发圈》 - 16名选拔成员
36. 《仲夏的Sounds good!》 - 16名选拔成员
37. 《Everyday、髮箍》 - 16名选拔成员
38. 《大声钻石》 - 16名选拔成员、AKB48正規成员
39. 《格子花紋》 - 16名选拔成员、AKB48正規成员
40. 《机尾云》 - 全员
41. 《想见你》 - 全员
42. 《無限重播》 - 全员
43. 《再见自由式》 - 全员

安可曲
1. 《虫之叙事诗》（虫のバラード） - 秋元
2. 《在坚强与软弱之间》（強さと弱さの間で） - 秋元、大島優、宮澤、梅田彩、小林香、大堀、河西、野呂、松原、増田
3. 《To be continued.》 - 全员 + 毕业生
4. 《戀愛的幸運餅乾》 - 除秋元的全员
5. 《第一只兔子》 - 全员
6. 《AKB盛典》 - 全员

### 8月23日

#### 演出概要
- 举办地点：东京巨蛋
- 开场时间：16：00 观众进入会场，18：00 正式开演
- 出演成员
  - AKB48
    - 除去秋元才加以外的正规成员及研究生(包括兼任成员)

  - SKE48
    - 除去新土居沙也加[33]之外的正规成员及研究生

  - NMB48
    - 除去小林莉加子[28]之外的正规成员及研究生

  - HKT48
    - 正规成员及研究生

  - SNH48 
    - 宫泽佐江

  - JKT48
    - 仲川遥香

  - 毕业生
    - 平嶋夏海
- 在演唱会的安可部分发表了AKB48Group 10个队伍都将举行自己的新公演的消息。最早的Team N将于2013年10月26日举办N3rd公演《天使在这里》（ここにだって天使はいる）的首次公演[34]，而最迟的Team BII则将在2014年8月9日起举办新公演[35][註 6]。同时在安可中的《戀愛的幸運餅乾》一曲之后，由48Group的工作人员和现场的警卫员共约600人一起重新演唱了这首歌[37]。

#### 曲目
- 幕前播报：高桥南

1. 《overture》
2. 《Lay down》 - 16名选拔成员、AKB48正規成员
3. 《Ruby》 - Team A
4. 《How come?》 - Team K
5. 《浪漫手枪》 - Team B
6. 《懒洋洋》 - AKB48研究生
7. 《暹罗猫》 - HKT48选拔
8. 《Innocence》 - SKE48选拔
9. 《尖端頂點之上!》 - NMB48选拔
10. 《飛翔入手》 - 全员
11. 《MARIA》 - 山本、宮澤、須田
12. 《燃烧路线》（炎上路線） - 松井玲、渡辺美
13. 《只有你Chu! Chu! Chu!》 - 冈田奈、小嶋真、西野、北川、渋谷、田岛、朝长
14. 《口对口的巧克力》 - 柏木、多田、山内
15. 《心型病毒》 - 小嶋陽、佐藤堇、松井咲
16. 《睡衣兜风》（パジャマドライブ） - 渡辺麻、平嶋、仲川
17. 《恋爱禁止条例》 - 高橋南、峯岸、宮崎
18. 《傲娇女生》 - 板野、北原、佐藤亚
19. 《心端的沙发》（心の端のソファー） - 大島優、梅田彩、藤江
20. 《心爱的娜塔莎》 - 指原、片山、田名部
21. 《禁忌的2人》（禁じられた2人） - 横山、島崎
22. 《你正在看着夕阳吗？》 - 高桥南、小嶋陽、板野、峯岸
23. 《UZA》 - 除AKB48研究生以外的全员
24. 《Beginner》 - 除AKB48研究生以外的全员
25. 《PARTY开始了》 - AKB48研究生
26. 《喜欢！喜欢！小跳步！》 - HKT48选拔
27. 《蜜瓜汁》 - HKT48
28. 《我们的发现》 - NMB48选拔
29. 《海邊之最》 - NMB48
30. 《美麗的閃電》 - SKE48選抜
31. 《Okey Dokey》 - SKE48
32. 《Pioneer》 - 高桥南、小嶋陽、板野、峯岸
33. 《化作滚石吧》 - 大島優、宮澤、梅田彩、小林香＋4～7期生
34. 《初日》 - 渡辺麻、柏木、片山、田名部、多田＋9～10期生
35. 《想了一下爱的定义》 - Under Girls
36. 《猜想的橘子果酱》 - Future Girls
37. 《这一次一定要心醉神迷》 - Next Gilrs
38. 《马尾与发圈》 - 16名选拔成员[註 7]
39. 《仲夏的Sounds good!》 - 16名选拔成员
40. 《Everyday、髮箍》 - 16名选拔成员
41. 《大声钻石》 - 16名选拔成员、AKB48正規成员
42. 《格子花紋》 - 16名选拔成员、AKB48正規成员
43. 《机尾云》 - 全员
44. 《想见你》 - 全员
45. 《無限重播》 - 全员
46. 《再见自由式》 - 全员

安可曲
1. 《戀愛的幸運餅乾》 - 16名选拔成员、会场工作人员
2. 《第一只兔子》 - 全员
3. 《少女们》 - 全员
4. 《AKB盛典》 - 全员

### 8月24日

#### 演出概要
- 举办地点：东京巨蛋
- 开场时间：14：00 观众进入会场，16：00 正式开演
- 出演成员
  - AKB48
    - 除去秋元才加以外的正规成员及研究生（包括兼任成员）

  - SKE48
    - 除去新土居沙也加[38]之外的正规成员及研究生

  - NMB48
    - 除去小林莉加子[28]之外的正规成员及研究生

  - HKT48
    - 正规成员及研究生

  - SNH48 
    - 宫泽佐江

  - 毕业生
    - 平嶋夏海
- 在演唱会上，AKB48第32张单曲选拔总选举的前16名，除了已毕业离队的篠田麻里子之外由后至前依次单独演唱了一首歌曲[39]。在安可部分，Not yet首次披露了将于9月25日发行的新单曲《刺痛的花》[40]，这张单曲也是分队时隔1年4个月之后再次推出的单曲[41]。最后，AKB48Group剧场经理户贺崎智信上台发表了16名研究生升格并组成新Team 4的消息，巧合的是，旧Team 4是在去年的同一天宣布解散的，曾被降格的峯岸南也被宣布任命为Team 4的队长[42]，另外，因没有通过信任投票而成为AKB48剧场经理研究生的汤浅洋这次也获得升格[註 8]。

#### 曲目
- 幕前播报：大岛优子

1. 《overture》
2. 《目击者》（目撃者） - 16名选拔成员、AKB48全员
3. 《万岁暴风雨》（ビバ!ハリケーン） - Team A
4. 《破坏&重建》（スクラップ&ビルド） - Team K
5. 《Two years later》 - Team B
6. 《飛翔入手》 - AKB48全员（除兼任成员）
7. 《喜欢！喜欢！小跳步！》 - HKT48选拔
8. 《坚强之勇者》（強き者よ） - SKE48选拔
9. 《青春的单圈时间》 - NMB48选拔
10. 《少女们》 - 全员
11. 《怦然心动》（シンクロときめき） - 須田亚香里
12. 《Waruki》（わるきー） - 渡边美优纪
13. 《攀爬架》（ジャングルジム） - 山本彩
14. 《爱的加速器》（愛しさのアクセル） - 横山由依
15. 《永远的压力》 - 島崎遥香
16. 《1%》 - 板野友美
17. 《虫之叙事诗》 - 宮澤佐江
18. 《心型病毒》 - 小嶋陽菜
19. 《束手无策摇篮曲》（お手上げララバイ） - 高桥南
20. 《枯叶车站》（枯葉のステーション） - 松井玲奈
21. 《塑胶的双唇》 - 松井珠理奈
22. 《夜风的恶作剧》（夜風の仕業） - 柏木由紀
23. 《喇叭练习中》（ラッパ練習中） - 渡边麻友
24. 《不怕声名狼藉！》 - 大島優子
25. 《就是喜欢你》（それでも好きだよ） - 指原莉乃
26. 《你正在看着夕阳吗？》 - 高桥南、小嶋陽、板野、峯岸
27. 《我的太陽》 - 除AKB48研究生以外的全员
28. 《掌心語》 - 除AKB48研究生以外的全员
29. 《Let's go 研究生!》 - AKB48研究生
30. 《海邊之最》 - NMB48
31. 《Okey Dokey》 - SKE48
32. 《蜜瓜汁》 - HKT48
33. 《因为喜欢你》 - AKB48研究生
34. 《脑内天堂》（脳内パラダイス） - Team K
35. 《诚实的人》（オネストマン） - Team B
36. 《AKB参上!》 - Team A
37. 《马尾与发圈》 - 16名选拔成员[註 9]
38. 《仲夏的Sounds good!》 - 16名选拔成员
39. 《Everyday、髮箍》 - 16名选拔成员
40. 《大声钻石》 - 16名选拔成员、AKB48正規成员
41. 《格子花紋》 - 16名选拔成员、AKB48正規成员
42. 《机尾云》 - 全员
43. 《想见你》 - 全员
44. 《無限重播》 - 全员
45. 《再见自由式》 - 全员

安可曲
1. 《刺痛的花》（ヒリヒリの花） - Not yet
2. 《未看到的天空总是蓝的》 - 横山、大島優、小嶋陽、北原里、高橋南、川荣、島崎、渡辺麻、柏木
3. 《蓝天咖啡厅》 - 研究生选拔
4. 《想了一下爱的定义》 - Under Girls
5. 《这一次一定要心醉神迷》 - Next Gilrs
6. 《猜想的橘子果酱》 - Future Girls
7. 《戀愛的幸運餅乾》 - 选拔成员
8. 《第一只兔子》 - 全员
9. 《AKB盛典》 - 全员

### 8月25日

#### 演出概要
- 举办地点：东京巨蛋
- 开场时间：14：00 观众进入会场，16：00 正式开演
- 出演成员
  - AKB48
    - 除去秋元才加以外的正规成员及研究生(包括兼任成员)

  - SKE48
    - 除去新土居沙也加[28]之外的正规成员及研究生

  - NMB48
    - 除去小林莉加子[28]之外的正规成员及研究生

  - HKT48
    - 正规成员及研究生

  - SNH48 
    - 宫泽佐江

  - 毕业生
    - 平嶋夏海
- 在演唱会中为即将于27日毕业的板野友美举办了毕业仪式，前成员前田敦子、篠田麻里子也到场祝贺[45]。同时演唱会还与日本电视台的24小时特别节目“用爱救地球”连线并演唱了《飞翔入手》、《恋爱的幸运饼干》两曲[46]。

#### 曲目
- 幕前播報：板野友美

1. 《overture》
2. 《Dear J》 - 板野友美
3. 《RIVER》 - 16名选拔成员、AKB48正规成员
4. 《Beginner》 - Team A
5. 《UZA》 - Team K
6. 《風正在吹》 - Team B
7. 《飛翔入手》 - AKB48全员（除兼任成员）
8. 《喜欢！喜欢！小跳步！》 - HKT48选拔
9. 《万岁Venus - SKE48选拔
10. 《北川谦二》 - NMB48选拔
11. 《少女们》 - 全员
12. 《美麗的閃電》 - SKE48選抜
13. 《我们的发现》 - NMB48选拔
14. 《Seventeen》 - HKT48选拔
15. 《ALIVE》 - Team K
16. 《可以做你的女友吗?》（彼女になれますか?） - Team K
17. 《剧场的女神》（シアターの女神） - Team B
18. 《昵称Fantasy》（呼び捨てファンタジー） - Team B
19. 《熊布偶》（くまのぬいぐるみ） - Team A
20. 《Only today》 - Team A
21. 《蓝天咖啡厅》 - 研究生选拔
22. 《镜中的圣女贞德》 - 指原、渡辺美、松井珠、山本、松井玲
23. 《Faint》 - 板野、渡边麻、柏木
24. 《爱的防卫》（愛しさのdefense） - 板野、加藤玲、永尾
25. 《玻璃般的我爱你》 - 板野、高桥南、横山、岛崎
26. 《傲娇女生》 - 板野、小嶋阳、峯岸
27. 《制服的抵抗》 - 板野、大岛优、宫泽
28. 《1%》 - 板野友美
29. 《LOVE修行》 - AKB48研究生
30. 《海邊之最》 - NMB48
31. 《Okey Dokey》 - SKE48
32. 《蜜瓜汁》 - HKT48
33. 《Pioneer》 - 高桥南、小嶋陽、板野、峯岸
34. 《化作滚石吧》 - 大島優、梅田彩、小林香、宮澤＋4～7期生
35. 《初日》 - 渡辺麻、柏木、片山、田名部、多田＋9～10期生
36. 《猜想的橘子果酱》 - Future Girls
37. 《想了一下爱的定义》 - Under Girls
38. 《这一次一定要心醉神迷》 - Next Gilrs
39. 《只有你Chu! Chu! Chu!》 -  冈田奈、小嶋真、西野、北川、渋谷、田岛、朝长
40. 《你正在看着夕阳吗？》 - 高桥南、小嶋陽、板野、峯岸
41. 《马尾与发圈》 - 16名选拔成员
42. 《仲夏的Sounds good!》 - 16名选拔成员
43. 《Everyday、髮箍》 - 16名选拔成员
44. 《大声钻石》 - 16名选拔成员、AKB48正規成员
45. 《格子花紋》 - 16名选拔成员、AKB48正規成员
46. 《机尾云》 - 全员
47. 《想见你》 - 全员
48. 《無限重播》 - 全员
49. 《再见自由式》 - 全员

安可曲
1. 《最后一扇门》（最後のドア） - 选拔成员
2. 《因为有你在》（あなたがいてくれたから） - 同上曲
3. 《樱花花瓣》（桜の花びらたち） - 全员

再次安可曲
1. 《Dear J》 - 板野友美
2. 《飛翔入手》 - 除板野的全员
3. 《戀愛的幸運餅乾》 - 除板野的全员
4. 《第一只兔子》 - 除板野的全员
5. 《AKB盛典》 - 除板野的全员

## 影像作品
演唱會的DVD及Blu-ray由AKS在2013年12月18日發行。由于演出场次过多，本次的作品没有将其全部收录，而是选择了福冈巨蛋第二日、东京巨蛋第一日及第四日的三场包含成员毕业仪式的演出，同时另附有收录了演唱会幕后花絮及毕业生纪录片的碟片，为弥补未完全收录的遗憾，在作品中还另附有包含几乎全部分组曲的UNIT DISC，另外，还有收录了大部分单曲现场表演的SINGLE SELECTION盘以DVD及蓝光的形式单独发售。}</ref>。
1. 《口对口的巧克力》
2. 《虫之叙事诗》
3. 《黑色天使》
4. 《镜中的圣女贞德》
5. 《隔壁的香蕉》
6. 《纯爱的渐强音》
7. 《星之温度》
8. 《暮蝉之恋》
9. 《心端的沙发》
10. 《Flower》
11. 《你就是我》
  - 以上选自札幌巨蛋场次演出
12. 《不怕声名狼藉！》
13. 《初次的果糖》
14. 《Blue rose》
15. 《纯爱的渐强音》
16. 《心爱的娜塔莎》
17. 《1994年的雷鸣》
18. 《玻璃般的我爱你》
19. 《制服的抵抗》
20. 《天使的尾巴》
21. 《讀了太宰治嗎?》
  - 以上选自大阪巨蛋场次演出
22. 《松村LOVE！》
23. 《帶我去溫布頓》
24. 《巧克力的下落》
25. 《不只是回憶》
26. 《狼與自尊》
27. 《十字架》
28. 《芬蘭奇蹟》
29. 《羽豆岬》
30. 《雨珠鋼琴師》
31. 《Glory days》
32. 《用眼神告別》
  - 以上选自名古屋巨蛋场次演出
33. 《MARIA》
34. 《燃烧路线》
35. 《只有你Chu! Chu! Chu!》
36. 《口对口的巧克力》
37. 《心型病毒》
38. 《睡衣兜风》
39. 《恋爱禁止条例》
40. 《傲娇女生》
41. 《心端的沙发》
42. 《心爱的娜塔莎》
43. 《禁忌的2人》
44. 《怦然心动》
45. 《Waruki》
46. 《攀爬架》
47. 《爱的加速器》
48. 《永远的压力》
49. 《1%》
50. 《虫之叙事诗》
51. 《心型病毒》
52. 《束手无策摇篮曲》
53. 《枯叶车站》
54. 《塑胶的双唇》
55. 《夜风的恶作剧》
56. 《喇叭练习中》
57. 《不怕声名狼藉！》
58. 《就是喜欢你》
  - 以上选自东京巨蛋场次演出

- 以下于歌名后括号内以地点加场次的形式标明所选影片来源

1. 《overture》（东4）
2. 《RIVER》（福1）
3. 《Beginner》（福1）
4. 《UZA》（福1）
5. 《風正在吹》（福1）
6. 《飛翔入手》（札）
7. 《你正在看着夕阳吗？》（福2）
8. 《裙摆飘飘》（东1）
9. 《我的太陽》（东1）
10. 《永远的压力》（福2）
11. 《Maybe是借口》（福2）
12. 《10年樱》（福2）
13. 《馬尾與髮圈》 （东4）
14. 《仲夏的Sounds good!》 （东4）
15. 《Everyday、髮箍》（东4）
16. 《大声钻石》（东4）
17. 《格子花紋》（东4）
18. 《想见你》（东1）
19. 《無限重播》 （东1）
20. 《再见自由式》（东1）
21. 《戀愛的幸運餅乾》（札）
22. 《崇尚麻里子》（福2）
23. 《樱花花瓣》（东4）
24. 《萬歲Venus》（名1）
25. 《美麗的閃電》（名1）
26. 《Okey Dokey》（名1）
27. 《翡翠色的沙灘裙》（名1）
28. 《I love you 我爱你！》（名2）
29. 《1!2!3!4! 請多關照!》（名2）
30. 《抱歉、SUMMER》（名2）
31. 《坚强之勇者》（东3）
32. 《我们的发现》（阪1）
33. 《海邊之最》（阪1）
34. 《Oh My God!》（阪1）
35. 《絕滅黑髮少女》（阪2）
36. 《北川謙二》（阪2）
37. 《蜜瓜汁》（福2）
38. 《喜欢！喜欢！小跳步！》（福2）

### 备注
1. ↑  每场演唱会中的此曲开头部分都是由成员松井咲子弹奏的
2. ↑  因患风疹，峯岸南只出演了部分曲目[7]
3. ↑  因急性支气管炎休演[11]
4. ↑  由于平嶋在第五届总选举中取得62名，因此可以参与Future Girls的猜想的橘子果酱一曲的表演，但因之前几场巡演的时间与所出演的舞台剧时间冲突，因此本场巡演是平嶋今夏参加的的第一场巡演。
5. ↑  将要开始的这场公演是NMB48的第一场原创公演
6. ↑  
各队新公演时间表[36]

  - AKB48 Team A 2014年3月14日
  - AKB48 Team K 2014年1月31日
  - AKB48 Team B 2014年2月28日
  - SKE48 Team S 2013年12月1日
  - SKE48 Team KII 2014年6月25日
  - SKE48 Team E 2014年5月28日
  - NMB48 Team N 2013年10月26日
  - NMB48 Team M 2014年4月26日
  - NMB48 Team BII 2014年8月9日
  - HKT48 Team H 2013年12月22日
7. ↑  开头部分由SKE48成员东李苑弹奏的
8. ↑  
详细升格名单[43][44]

  - 1期研究生：峯岸南
  - 13期研究生：相笠萌、岩立沙穂、梅田綾乃、岡田彩花、北澤早紀、篠崎彩奈、高島祐利奈、村山彩希、茂木忍
  - 14期研究生：内山奈月、冈田奈奈、小嶋真子、西野未姫、橋本耀、前田美月
  - 剧场经理研究生：汤浅洋
9. ↑  开头部分由HKT48成员森保圆弹奏的

## 外部連結
- 巡回演出官方网站（页面存档备份，存于）